# Irrwege
Irrwege ist ein 1912 gedrehtes, deutsches Stummfilmdrama mit Erna Morena.

## Handlung
Der junge Rolf hat soeben das Konservatorium abgeschlossen und ist drauf und dran, ein bedeutender Musiker zu werden. Ellen Holm, der Tochter seines Hauswirts, hat er Liebe und Treue geschworen, doch jetzt, auf dem Gipfel des Ruhms, ist sie ihm nicht mehr gut genug. In einer Dame der Gesellschaft, die dem Violinvirtuosen auch gesellschaftlichen Aufstieg und Anerkennung verheißt, glaubt er die Richtige gefunden zu haben. Doch dem großen Erfolg folgt der künstlerische Absturz, und die Frauen, die Rolf soeben noch vergöttert haben, lassen ihn links liegen. Auch die geplante Hochzeit mit der Tochter eines reichen Großhändlers platzt infolge seines Ruhmverlustes. In einer kaschemmengleichen Bar fiedelt Rolf sich mit seiner Geige den Kummer seiner Irrwege von der Seele und droht, im künstlerischen Nirgendwo zu versinken.
Doch Ellen hat ihn nicht vergessen, ihre Liebe zu dem großen Künstler ist auch im Moment seines Niederganges überbordend, sie klagt und jammert. Und schließlich schreibt sie ihre Gefühle unter dem Pseudonym „Dolorosa“ (die Schmerzensreiche) in einem romanhaften Buch nieder. Der Roman wird ein Bestseller und spült eine Menge Geld in Ellens Portemonnaie. Ganz Altruistin, hat sie nichts anderes im Sinn, als nunmehr die anonyme Gönnerin und finanzielle Unterstützerin Rolfs zu werden, dem sie regelmäßig eine Geldsumme als „unbekannte Verehrerin seiner Kunst“ zukommen lässt. Sie will ihn mit ihren Donationen aus dem Umfeld der billigen Bars und Kaschemmen herausholen und zu den Ufern der wahren Kunst zurückführen. Als auch Rolf das Buch liest, ahnt er, wer hinter diesem Pseudonym steckt. Schließlich finden beide wieder zueinander.

## Produktionsnotizen
Irrwege entstand im Duskes-Filmatelier in der Berliner Blücherstraße 12. Der Film passierte im Januar 1913 die Zensur, erhielt Jugendverbot und wurde am 8. März 1913 uraufgeführt. Der Zweiakter hatte eine Länge von 1090 Metern.
Kurz hintereinander drehte Erna Morena zum Jahresende 1912 für die Duskes-Film drei kurze Streifen, die allesamt im Januar 1913 die Zensur passierten: Neben Irrwege waren dies Die Sphinx und Du sollst Vater und Mutter ehren.

## Kritik
„In der Ellen Holm finden wir wieder Erna Morena. Diese sympathische Schauspielerin wächst mit jeder Rolle, die sie spielt. Diese sinnige Mädchengestalt, die sie diesmal mit so schönen, engelgleichen Zügen zu gestalten weiß, rücken sie dem Herzen der Zuschauer unendlich nahe. Die Schlußszene ist eine Glanzleistung an feiner Charakteristik. An dieser partizipieren aber auch die Darsteller des alten Pensionisten Holm, der Reinhardts Schule verrät, und des Künstlers Rolf. Die Inszenierung ist prächtig. Das Konzert ganz hervorragend.“